# Berberis insolita
Berberis insolita är en berberisväxtart som beskrevs av Camillo Karl Schneider. Berberis insolita ingår i släktet berberisar, och familjen berberisväxter. Inga underarter finns listade i Catalogue of Life.